# Жак Хоудек
Жак Хоудек (хрв. Jacques Houdek), право име Жељко Хоудек (Загреб, 14. априла 1981) је хрватски певач.
Завршио је основну музичку школу, смер клавир. Затим је завршио средњу фризерску и средњу музичку школу, смер соло певање. Похађао је певање на Berklee College Of Music у Бостону 2001. године. Био је пратећи вокал групе Колонија. Наступио је на Дори 2002. (Хрватски избор за представника на Песми Евровизије) са песмом Чаролија, што му је била одскочна даска. Касније је наступио још четири пута на Дори, где је најближе победи био 2011. са песмом Стотинама година која је постала велики хит. Освојио је дискографску награду Порин за најбољег новог извођача године 2004. Добио је још и Порина за најбољу мушку вокалну изведбу 2008. године. За албум "Идемо у зоолошки врт" добио је Порина за најбољи дечји албум 2009, као и Порина за најбољу мушку вокалну изведбу 2012.
Жељко је представљао Хрватску на Песми Евровизије 2017. у Кијеву.

## Дискографија
- "Čarolija", 2004.
- "Kad si sretan", 2005.
- "Živim za to", 2006.
- "Live in Gavella", 2007.
- "Za posebne trenutke", 2007.
- "Live in SAX!", 2008.
- "Idemo u zoološki vrt", 2008.
- "Crno i bijelo", 2008.
- "Najveći božićni hitovi", 2009.

## Фестивали
Дора, Опатија:
- Чаролија, дванаесто место, 2002
- На крилима љубави, пето место, 2003
- Нема разлога, четврто место, 2004
- Непобједива, четврто место, 2005
- Умријети с осмијехом, петнаесто место, 2006

Хрватски радијски фестивал:
- Све бих дао да сам њен, 2004
- Хеј, 2005
- Заувијек твој, 2006
- Одавно, 2007
- Колико си ме вољела, 2008
- Тиха снага, награда музичких уредника, 2009

Мелодије Кварнера:
- Нисан вавек свој, победничка песма, 2004

Сплит:
- Мирис жене, 2004
- Поред тебе (дует са Мајом Благдан), 2005
- Ноктурно (Вече Јакше Фјаменга), 2015
- Сунчане фонтане (Вече Сплит пјева Терезу), 2022

Бања Лука:
- Не живи за то (Вече забавне музике), награда за интерпретацију, 2005

Бихаћ:
- Не вјерујем, трећа награда стручног жирија, 2004
- Раздвојени, награда за интерпретацију, 2006

Сунчане скале, Херцег Нови:
- Иди са њим, 2006

Радијски фестивал, Србија:
- Одавно (дует са Маријом Шестић), 2007

Крапина:
- Ноћас ти носим срце и душу, друга награда стручног жирија, 2007
- З мојих брегов, 2008

Пјесма Медитерана, Будва:
- До посљедњег даха, трећа награда стручног жирија и награда за аранжман, 2009

Мелодије Мостара:
- Дужна си, победничка песма, 2009

Охрид фест:
- Опасна жена (Вече интернационалне музике), прва награда стручног жирија, 2009

Далматинска шансона, Шибеник:
- Откад немам те (дует са Нушком Драшчек), 2009

CMC festival, Водице:
- Стотинама година, 2011

Загреб:
- Скривено, 2011
- Кад некога волиш, 2017

Међународни фестивал шансоне, Chansonfest, Загреб:
- Милионер, 2014

Опатија:
- Мирно теку ријеке (Ретроспектива песама са Опатијског фестивала), 2015
- Вино и гитаре (дует са Нином Краљић, ретроспектива песама са Опатијског фестивала), 2015

Евросонг:
- My friend, тринаесто место, 2017

Мелодије Јадрана, Сплит:
- Јубави свитло (дует са Зорицом Конџом, вече нових песама - Хит лета), 2023
- Сретни људи не пишу (Вече нових песама - Хит лета), 2025